# We Are Urusei Yatsura
We Are Urusei Yatsura è il primo album del gruppo musicale scozzese Urusei Yatsura.

## Tracce
1. Siamese (2:37)
2. First Day On A New Planet (3:33)
3. Pow R. Ball (2:30)
4. Kewpies Like Watermelon (2:34)
5. Phaser On Stun + Sola Kola (3:07)
6. Black Hole Love (5:13)
7. Velvy Blood (2:27)
8. Plastic Ashtray (2:27)
9. Death 2 Everyone (2:48)
10. Pachinko (3:51)
11. (senza titolo) (0:23)
12. Kernel (3:35)
13. Road Song (6:36)